# Čest a sláva
Čest a sláva je československý film režiséra Hynka Bočana, natočený v roce 1968. Scénář napsal Hynek Bočan podle historického románu Karla Michala. Film byl natočen jako černobílý a během tzv. normalizace bylo jeho promítání zakázáno.
Hudbu k filmu složil Zdeněk Liška, hrál Filmový symfonický orchestr (FISYO) za řízení Františka Belfína. Píseň Bázeň boží je ta tam zpívá Kühnův smíšený pěvecký sbor.

## Děj filmu
Děj se odehrává v roce 1647, tj. na konci třicetileté války, na chátrající tvrzi. Nadčasově pojatý hlavní hrdina, rytíř Václav Rynda z Loučky (Rudolf Hrušínský) „donkichotsky“ svádí boj s pocity marnosti v životě a jistotu nalézá v mravních hodnotách a vlastní cti.

## Ve filmu hráli
Josef Dvořák, Rudolf Hrušínský, Iva Janžurová, Jan Pohan, Jaromír Hanzlík, Karel Höger, Josef Kemr, Karel Engel, Lubomír Lipský, Zdeněk Kryzánek, Blanka Bohdanová, Bohuslav Čáp, Ivan Chrz, Adolf Minský, Ferdinand Krůta, Jindřich Blažíček, Hana Kreihanslová, Richard Záhorský, Jan Ekl, Eduard Pavlíček, Jan Cmíral, Emil Rohan, Karel Anderle a Milica Kolofíková.
Dále ve filmu účinkovala Skupina historického šermu Mušketýři a bandité.

## Ocenění
- Passinettiho cena italské filmové kritiky na Mezinárodním filmovém festivalu v Benátkách